# Frumoasa (okręg Suczawa)
Frumoasa – wieś w Rumunii, w okręgu Suczawa, w gminie Moara. W 2011 roku liczyła 229 mieszkańców. 